# Nevestino (huyện)
Nevestino là một huyện thuộc tỉnh Kyustendil, Bungaria. Dân số thời điểm năm 2001 là 4466 người.